# Pontiac G5
Pontiac G5 - автомобілі, що почали вироблятися компанією Pontiac з 2004 року. Випускаються в кузовах седан і купе. Існують такі модифікації авто:
- Pontiac G5 2.4 (173 к.с.) 2005-2010 (седан);
- Pontiac G5 2.4 (173 к.с.) 2007-2010 (купе);
- Pontiac G5 2.2 (148 к.с.) 2005-2010 (седан);
- Pontiac G5 2.2 (148 к.с.) 2007-2010 (купе).

Автомобіль збудовано на основі Chevrolet Cobalt.

## Опис
Базова модель має 2.2-літровий 4-циліндровий Ecotec двигун на 148 к.с. з 5-ступінчастою МКПП. Сотні купе досягає за 9.0 с. Витрата палива 9.41л/100км у місті та 6.92 л/100км за містом. Як опція пропонується АКПП. З нею купе сотні досягає за 9.5 с, витрачаючи 9.8 л/100км у місті та 7.35 л/100км за містом. Моделі GT дістався більш потужний 2.4-літровий 4-циліндровий силовий агрегат на 173 к.с. З ним та МКПП розгін відбувається за 8.5 с. З АКПП 100км/год купе досягає за 9.2 с. Показники витрати такі самі. Привід на передні колеса.

## Безпека
У 2007 році Pontiac G5 тестувався Національною Академією Безпеки Дорожнього Руху США:
| Водій   | Пасажир | Переворот | Рейтинг бокового бар`єру водія | Рейтинг бокового бар`єру пасажиру на задньому сидінні |
| ------- | ------- | --------- | ------------------------------ | ----------------------------------------------------- |
| 4 зірки | 5 зірок | 4 зірки   | 4 зірки                        | 4 зірки                                               |

## Огляд моделі

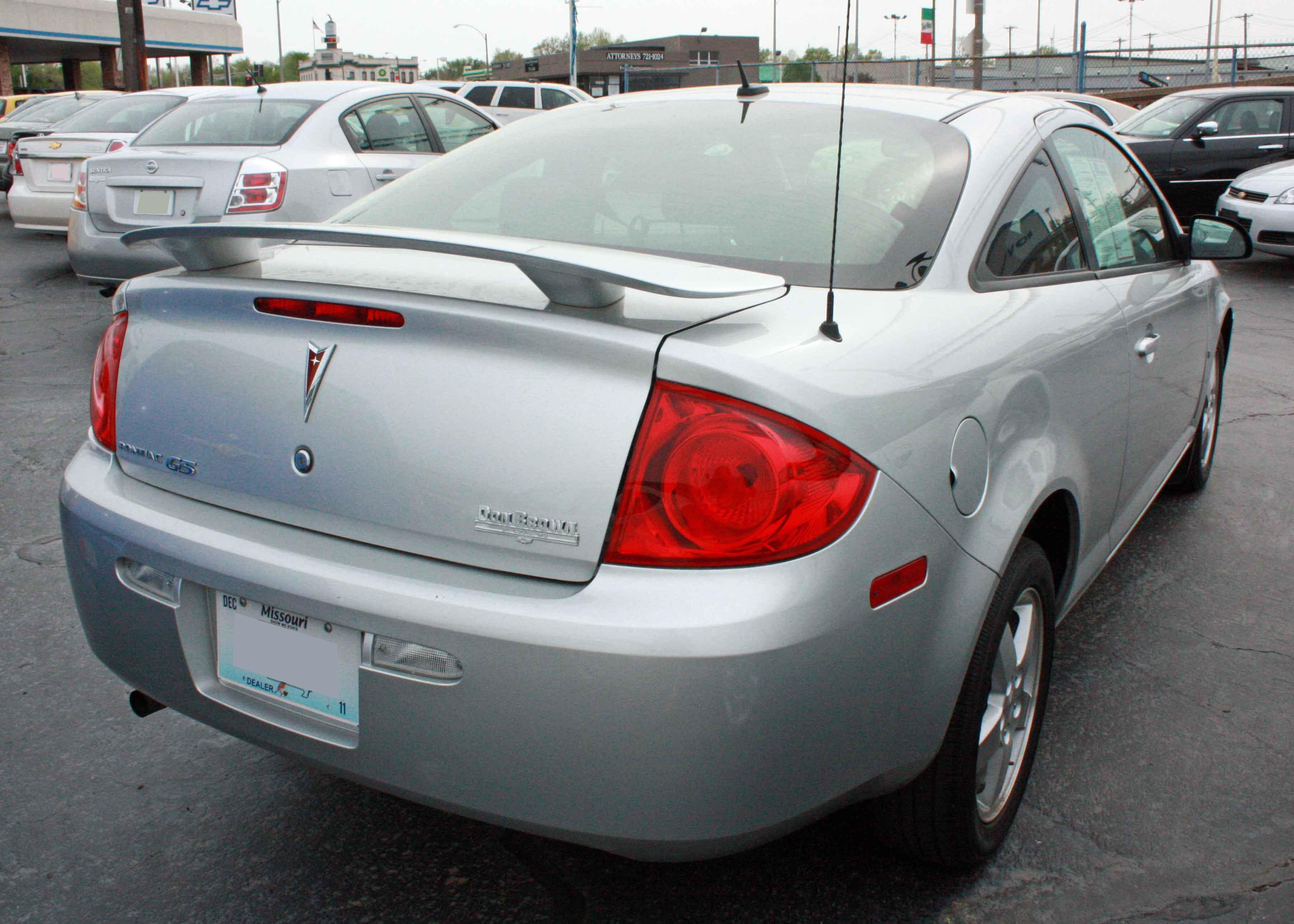
Pontiac G5 Coupe
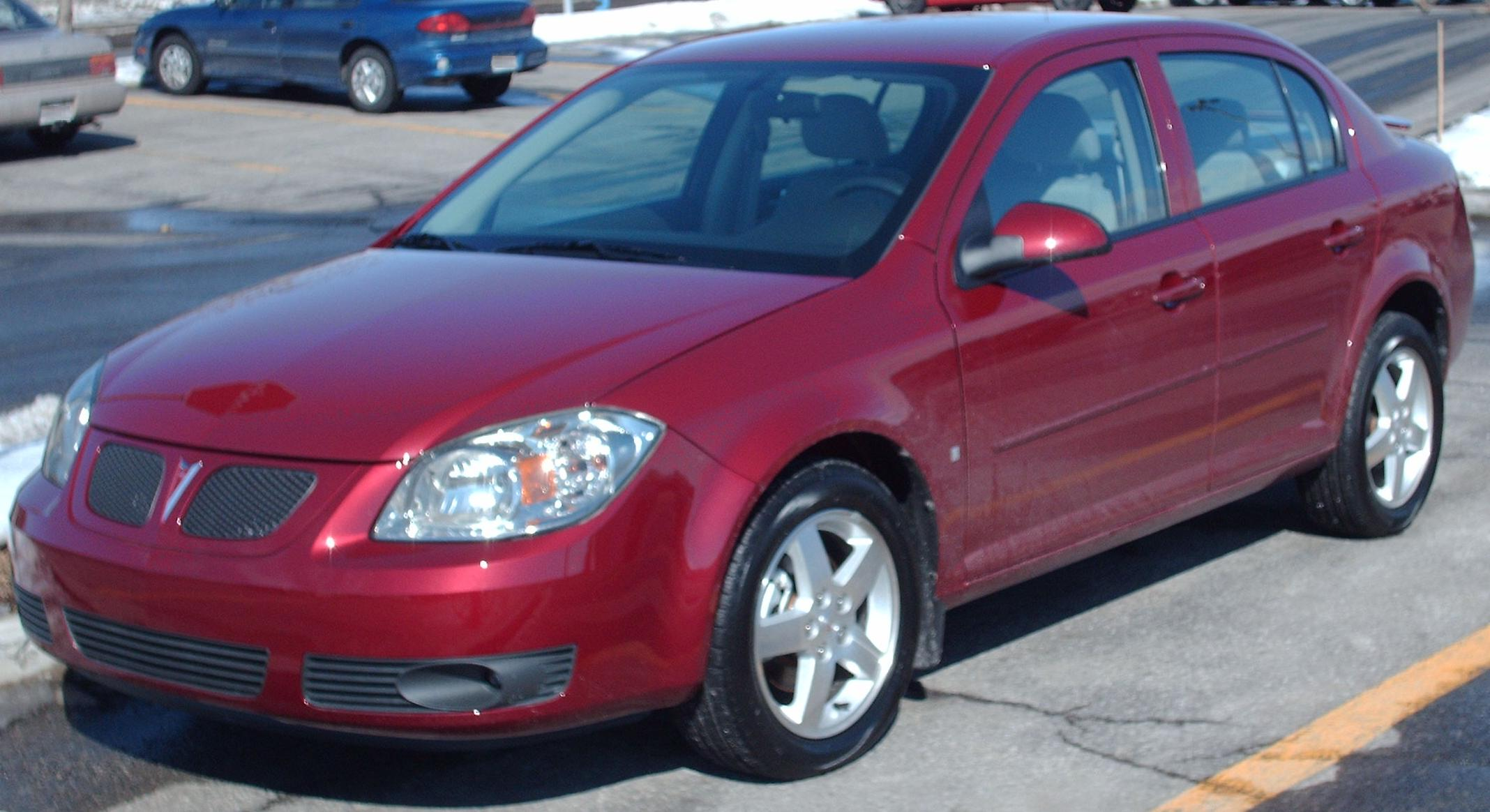
Pontiac G5 (sedan)
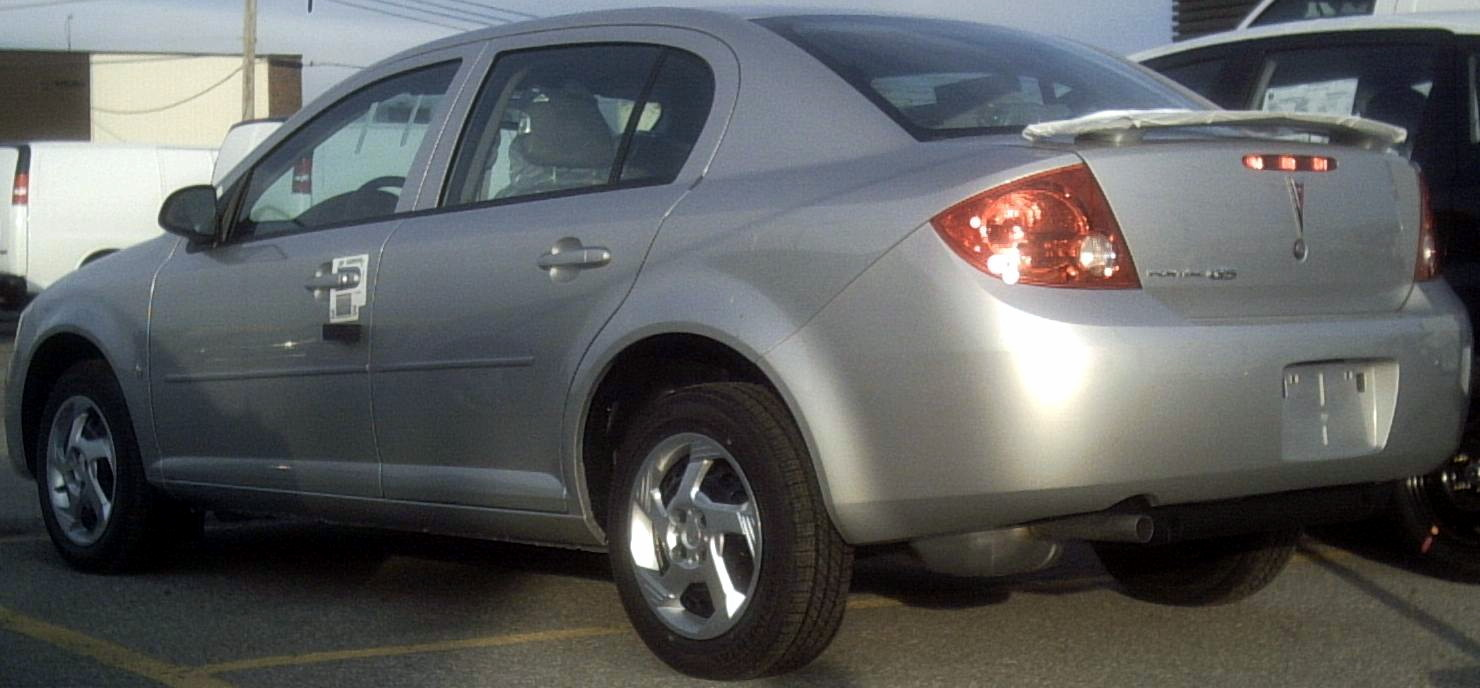
Pontiac G5 (sedan)